# Frances Ashcroft
Dame Frances Mary Ashcroft DBE (* 15. Februar 1952) ist eine britische Zoologin, Humangenetikerin und Physiologin (Diabetes mellitus, Ionenkanäle). Sie lehrt an der Universität Oxford.

## Leben und Wirken
Ashcroft studierte Naturwissenschaften an der Universität Cambridge und wurde dort 1978 in Zoologie promoviert (Calcium electrogenesis in insect muscle). Als Post-Doktorandin war sie an der University of Leicester und an der University of California, Los Angeles. Sie ist Fellow des Trinity College in Oxford und Direktorin des Oxford Centre of Gene Function und hat eine Royal Society GlaxoSmithKline Forschungsprofessur.
Sie erforscht, wie die Erhöhung des Blutzuckers (Glucose) zu erhöhter Sekretion von Insulin durch die Zellen der Langerhans-Inseln führt und wie Fehlfunktionen zu verschiedenen Formen von Diabetes führen (besonders eine seltene angeborene Form des Diabetes mellitus bei Neugeborenen). Dabei fand sie, dass ATP-sensitive Kalium-Ionenkanäle eine wichtige Rolle bei der Regulation der Insulinabgabe spielen. Mit Andrew Hattersley (Professor an der Exeter University) entwickelte sie eine orale Tabletten-basierte Ersatz-Therapie mit Sulfonylharnstoffen für das Spritzen von Insulin für Neonatalen Diabetes mellitus von Neugeborenen.
1999 wurde sie Fellow der Royal Society. Seit 2001 ist sie ordentliches Mitglied der Academia Europaea. 2007 erhielt sie den Walter B. Cannon Award und 2012 den UNESCO-L’Oréal-Preis für Europa. Sie ist Ehrendoktor der Open University und der University of Leicester. 2013 hielt sie die Croonian Lecture (From bench to bedside: KATP channels and neonatal diabetes). 2015 wurde sie als Dame Commander des Order of the British Empire geadelt. 2018 wurde Ashcroft die Jacob-Henle-Medaille verliehen, 2022 die Banting-Medaille. Für 2024 wurde ihr der Rolf Luft Award zugesprochen.
Für ihr Buch Spark of Life über Elektrizität im Körper erhielt sie den Lewis Thomas Prize. 2010 erhielt sie den Preis der Feldberg Foundation.

## Schriften
- Ion Channels and Disease, Academic Press 2012
- Life at the Extremes: The Science of Survival, Harper Collins 2000
- The Spark of Life: Electricity in the Human Body, Penguin 2012
- mit P. Rorsman: Diabetes and the beta-cell: the last ten years, in: Cell 148, 2012, S. 1160–1171.